# گوگل
گوگل (به انگلیسی: Google) یک شرکت آمریکایی فعال در حوزهٔ فناوری اطلاعات شامل جستجوی اینترنتی، رایانش ابری و تبلیغات، نرم‌افزار و سخت‌افزار است که یکی از شرکت‌های تابع گروه آلفابت می‌باشد. این شرکت توسط لری پیج و سرگئی برین پایه‌گذاری شد که هردوی آن‌ها در دانشگاه استنفورد به‌عنوان دانشجوی کارشناسی ارشد حضور داشتند و سپس با نام «مردان گوگل» شناخته شدند.
گوگل نخست به‌عنوان یک شرکت خصوصی در ۴ سپتامبر ۱۹۹۸ ثبت شد و فروش اولیه سهام آن در ۱۹ اوت ۲۰۰۴ انجام شد. لری پیج و سرگئی برین و اریک اشمیت قبول کردند که به مدت بیست سال، یعنی تا سال ۲۰۲۴ در کنارهم کار کنند. هدف گوگل از آغاز «سازماندهی کردن اطلاعات جهان و دسترس‌پذیر کردن آن‌ها برای عموم» بود، و شعار غیررسمی شرکت (که توسط مهندس گوگل امیت پاتل ابداع شد و توسط پل بوچهیت از آن حمایت شد) «شرور نباشید» (به انگلیسی: Don't Be Evil) بود. در سال ۲۰۰۴ شرکت به محل جدید و کنونی خود در مانتین ویو، کالیفرنیا منتقل شد.
در سال ۲۰۱۵، گوگل قسمت‌های مختلف خود را به صورت شرکت خوشه‌ای آلفابت سازماندهی کرد. گوگل اکنون بزرگ‌ترین زیرمجموعه‌ی آلفابت است.
گوگل بر گرفته شده از واژهٔ گوگول که به معنی «یک عدد یک و صد صفر جلوی آن» است که گونه‌ای شعار و در واقع مقصود موضوع است. بدین معنی که گوگل قصد دارد تا خدمات، اهداف و اطلاع‌رسانی و اطلاعات خود را تا آن مقدار در وب در جهان گسترش دهد. گوگل به‌طور تخمینی دارای بیش از یک میلیون سرور در سراسر جهان است، و روزانه بر روی بیش از یک میلیارد درخواست جستجو، و حدود ۲۴ پتابایت داده تولید شده توسط کاربران پردازش انجام می‌دهد. نتیجه رشد سریع گوگل از بدو ثبت شدن شرکت، زنجیره‌ای از محصولات، خرید و شراکت با شرکت‌های دیگر بود. این شرکت محصولات اینترنتی سودمندی مانند خدمت ایمیل جی‌میل و شبکه‌های اجتماعی گوگل+ را به کاربران خود پیشنهاد می‌دهد. محصولات گوگل به ابزارهای رومیزی نیز توسعه پیدا کرد، با برنامه‌هایی مانند مرورگر وب گوگل کروم، سازماندهی و ویرایشگر تصاویر پیکاسا و پیام‌رسان فوری گوگل تاک. گوگل سازنده پرکاربرترین سیستم‌عامل موبایل جهان، اندروید و سیستم‌عامل گوگل کروم نیز است.
الکسا اینترنت وبگاه گوگل در آمریکا (google.com) را به عنوان پربازدیدترین وبگاه اینترنت در فهرستش قرار داده است، همچنین وبگاه‌های گوگل در کشورهای دیگر مانند هند google.co.in (که در رتبه چهاردهم قرار دارد) به عنوان پربازدیدترین وبگاه در هند یا google.co.uk به عنوان پربازدیدترین وبگاه در بریتانیا و خیلی وبگاه‌های دیگر آن پربازدیدترین در کشور خود هستند و در فهرست برترین صد وبگاه جهان قرار دارند. دیگر متعلقات گوگل مانند یوتیوب (رتبه سوم در الکسا) یا بلاگر (رتبه ششم در الکسا) و اورکات نیز در این فهرست قرار دارند. گوگل همچنین توسط برندز به عنوان دومین برند باارزش جهان شناخته شده است. شکل تجارت کنونی گوگل و خدماتی که ارائه می‌دهد باعث انتقاد از این شرکت در موضوعاتی مانند حریم، حق تکثیر، و سانسور شده است.
پس از اعتراضات شهریور ۱۴۰۱برنامه گوگل دارای محدودیت برای دانلود بعضی فیلتر شکن ها شد

## تاریخچه

### آغاز به کار

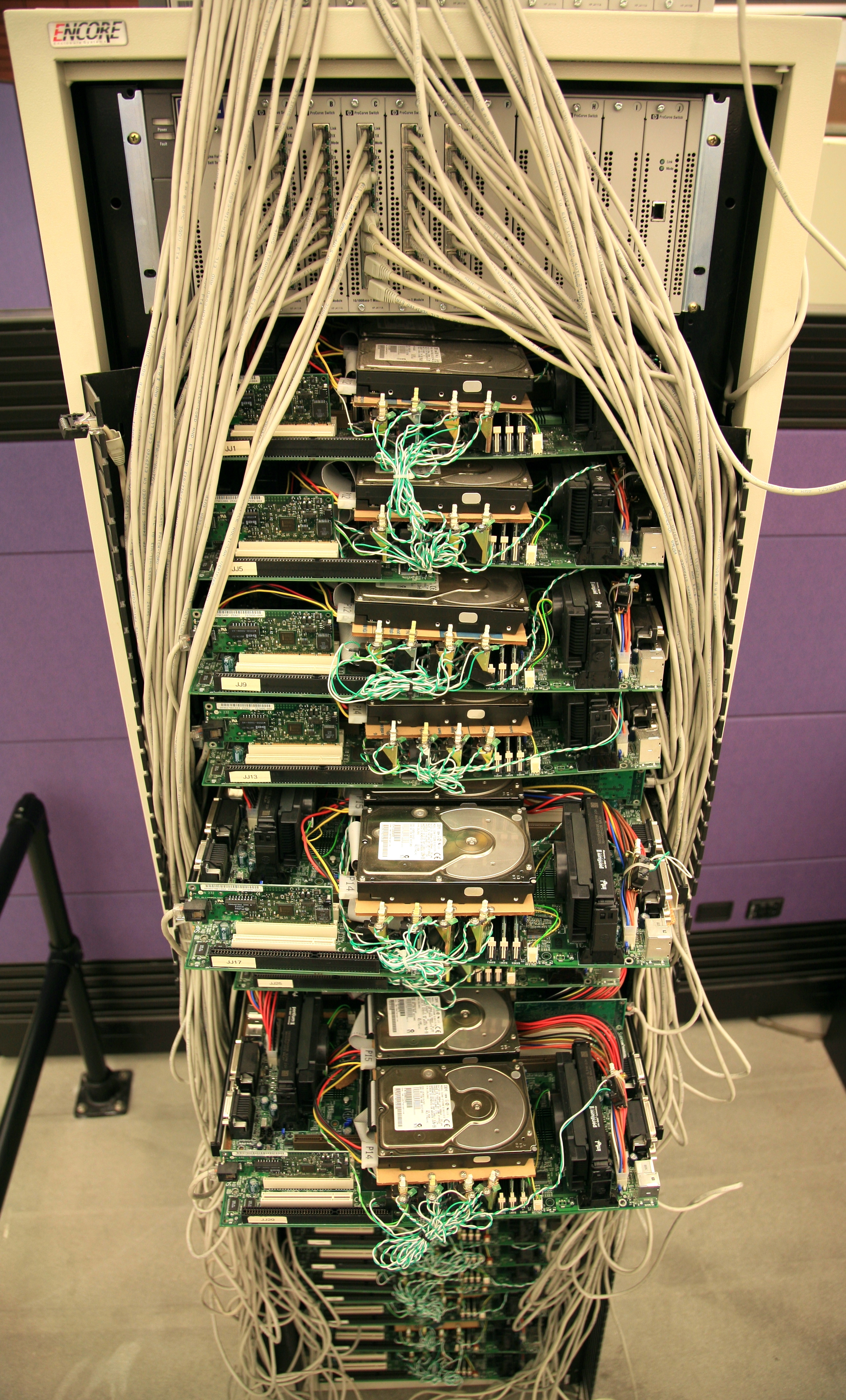
نخستین سرور گوگل که در آن از سخت‌افزار ساده و کم‌خرجی استفاده کرد

لری پیج و سرگئی برین دو دانشجوی رشته علوم رایانه در دانشگاه استنفورد بودند که در سال ۱۹۹۵ بر روی پروژه‌ای با نام بک‌راب کار می‌کردند که این پروژه پژوهشی در واقع آغازی برای به وجود آمدن گوگل بود. آن‌ها توانستند الگوریتمی (که سپس رتبه صفحه نامیده شد) را برای رتبه‌بندی صفحه‌های جستجو شده اینترنتی به وجود بیاورند. آن‌ها نام پروژه خود را بک‌راب گذاشته بودند زیرا موتور جستجوگر آن‌ها لینک‌های پشتیبانی وبگاه‌ها را بررسی می‌کرد و بر همان مبنا میزان اهمیت آن‌ها را در نتایج جستجو تعیین می‌کرد. در همان زمان وبگاهی دیگر با نام رنک‌دکس با روشی مشابه نیز کار می‌کرد. موتور جستجوگری که توسط این دو طراحی شد ابتدا با دامنه google.stanford.edu در اوت ۱۹۹۶ در شبکه خصوصی دانشگاه استنفورد آغاز به کار کرد و در ۱۵ سپتامبر سال ۱۹۹۷ با دامنه google.com به ثبت رسید.
گوگل برگرفته‌شده از واژهٔ گوگول به معنی «عدد یک به همراه صد صفر» است که توسط میلتون سیروتا برادرزادهٔ ادوارد کاسنر ریاضی‌دان آمریکایی اختراع و در کتاب «ریاضیات و تخیل» نوشته شده است. هدف بنیانگذاران گوگل از انتخاب این واژه، نشان دادن این موضوع بود که موتور جستجوی مورد نظر آن‌ها قرار است که جستجو را در انبوهی از اطلاعات به انجام رساند. در سپتامبر ۱۹۹۸ نخستین دفتر کار گوگل راه‌اندازی شد و این شرکت رسماً به ثبت رسید. در واقع نخستین دفتر کار گوگل در پارکینگ خانهٔ سوزان ووجیتسکی (که از دوستان آن‌ها بود) در منلو پارک، کالیفرنیا قرار داشت. سوزان پس از آن به فعالیت در شرکت گوگل پرداخت و شانزدهمین کارمند گوگل شد. پس از آن توانست به مراتب بالاتر برسد و در پایان در سال ۲۰۱۴ مدیرعامل یوتیوب (از بزرگ‌ترین زیرمجموعه‌های گوگل) شد.

### جذب سرمایه و رشد شرکت
نخستین بودجه گوگل در اوت ۱۹۹۸ توسط اندی بکتولشیم، مؤسس سان مایکروسیستمز که به مقدار ۱۰۰ هزار دلار بود به گوگل داده شد و این در حالی بود که این شرکت هنوز ثبت نشده بود.
در همان زمان گوگل همچنین از چند سرمایه‌گذار دیگر توانست مبالغی دریافت کند.
جف بیزوس مؤسس شرکت آمازون و استاد دانشگاه رشته رایانه در دانشگاه استنفورد، و رام شریرام هر کدام مبلغ ۲۵۰ هزار دلار در گوگل سرمایه‌گذاری کردند. سپس که گوگل به یک شرکت سهامی عام تبدیل شد، ارزش این سرمایه به بیش از ۲۸۰ میلیون دلار رسیده بود. دیوید شریتون که از کارآفرینان آن زمان بود نیز ۱۰۰ هزار دلار در گوگل سرمایه‌گذاری کرد. پس از جمع‌آوری همه این مبالغ، گوگل توانست ۱ میلیون دلار سرمایه جمع کند که با به‌کارگیری آن بالاخره قادر بود فروشگاهی را در منلو پارک، کالیفرنیا افتتاح کند.
در اوایل سال ۱۹۹۹ در حالی که برین و پیج که هنوز در حال تحصیل بودند، به این نتیجه رسیدند که موتور جستجویی که آن‌ها به وجود آورده‌اند وقت بسیار زیادی از امور تحصیلی آنها در دانشگاه را می‌گیرد بنابراین نزد شخصی بنام جورج بل که مدیرعامل شرکت موتور جستجوی اکسایت بود رفته و او را ترغیب کردند تا گوگل را به بهای ۷۵۰ هزار دلار از آن‌ها بخرد ولی او این پیشنهاد را نپذیرفت و مبلغی بین ۲۵۰ تا ۵۰۰ هزار دلار را به آن‌ها پیشنهاد داد.
در مارس ۱۹۹۹ این شرکت به پالو آلتو، کالیفرنیا منتقل شد که بیشتر شرکت‌های استارت‌آپ سیلیکون‌ولی کار خود را از آنجا آغاز کردند.
گوگل در ۷ ژوئن ۱۹۹۹ اعلام کرد که قصد دارد تا سرمایه شرکت را به ۲۵ میلیون دلار افزایش دهد و سرمایه‌گذاران عمده‌ای همچون کلاینر پرکینس و سکویا کپیتال در این افزایش سرمایه شرکت داشتند.
در ژوئن ۲۰۰۰ اعلام شد که گوگل قرار است به عنوان موتور جستجوی پیش‌فرض وبگاه یاهو! انتخاب شود که در آن زمان پربازدیدترین وبگاه در اینترنت بود و تا پیش از آن از اینکتومی به عنوان موتور جستجوی خود استفاده می‌کرد.
در سال ۲۰۰۱ سرمایه‌گذاران گوگل به این نتیجه رسیدند که این شرکت به یک مدیریت قوی نیازمند است و به همین دلیل اریک اشمیت را به عنوان مدیرعامل و سرپرست شرکت برگزیدند
در سال ۲۰۰۳، گوگل یکی از ساختمان‌های سیلیکون گرافیکس در مانتین ویو را اجاره کرد این ساختمان سپس با نام گوگل‌پلکس شناخته شد که برگرفته‌شده از واژه گوگول‌پلکس بود. گوگل سه سال بعد این ساختمان را به مبلغ ۳۱۹ میلیون دلار خریداری کرد.
واژه گوگل پس از مدتی به یکی از مداخل فرهنگ‌های زبان انگلیسی افزوده شد که به معنی «جستجوی واژه‌ای در وبگاه گوگل برای یافتن اطلاعات» تعریف شد. در ژوئن ۲۰۰۶، واژه گوگل به فرهنگ آکسفورد و در ژوئیه ۲۰۰۶ به فرهنگ مریم-وبستر افزوده شد.

### عرضه اولیه سهام و گسترش زیرمجموعه‌ها

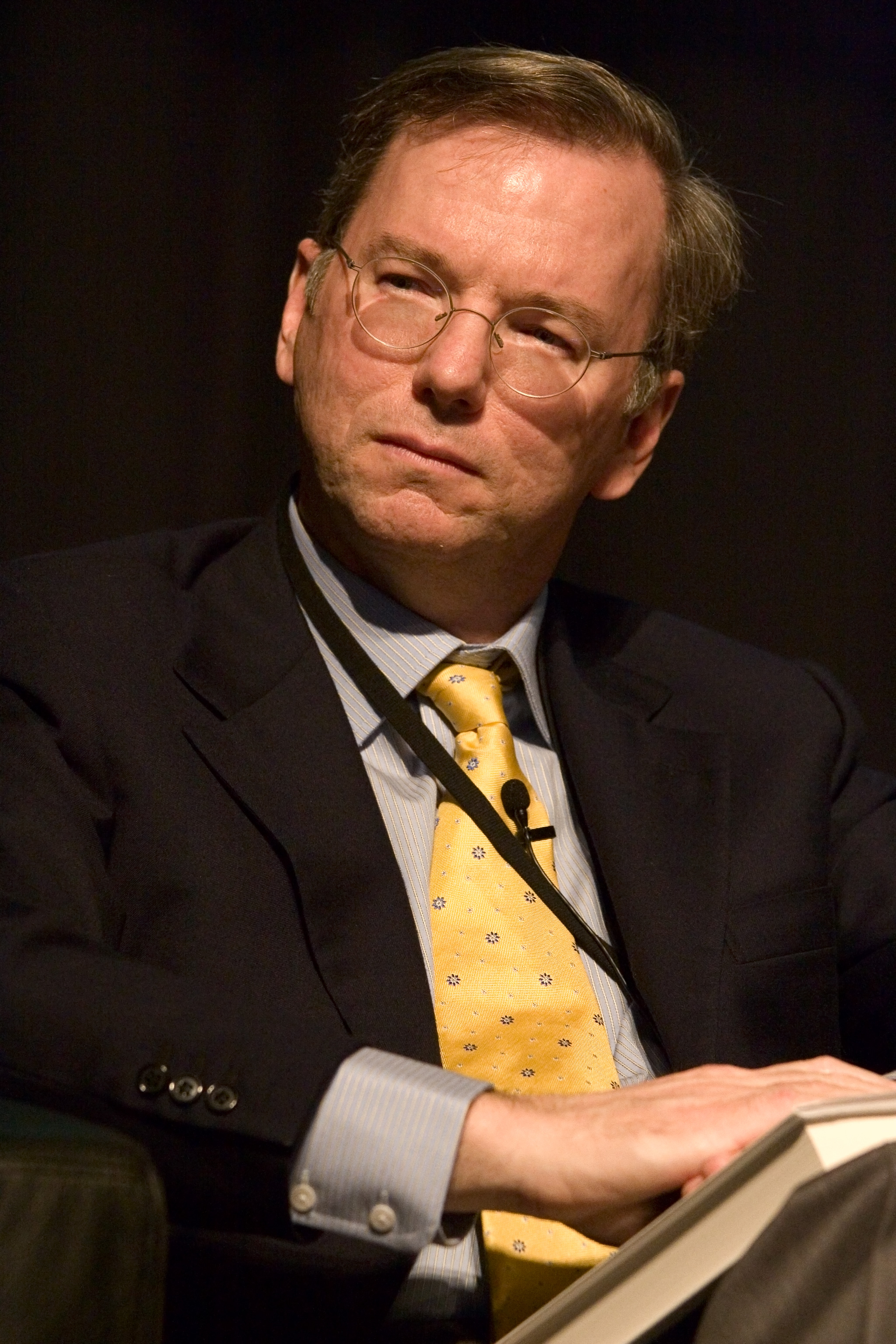
اریک اشمیت، مدیرعامل پیشین گوگل و مدیر اجرایی کنونی آلفابت

عرضه اولیه سهام گوگل، در ۱۹ اوت ۲۰۰۴ صورت گرفت و این شرکت سهام ۱۹٬۶۰۵٬۰۵۲تایی را با قیمت ۸۵ دلار برای هر سهم را پیشنهاد داد."Alphabet Investor Relations - Alphabet". Investor Relations (به انگلیسی). 2020-04-29. Archived from the original on 12 January 2017. Retrieved 2020-07-28.</ref> در آن زمان پیج و برین و اشمیت با هم به توافق رسیده بودند که برای ۲۰ سال (یعنی تا سال ۲۰۲۴) در کنار یکدیگر فعالیت داشته باشند. سهام با به‌کارگیری سامانه‌ای که توسط مورگان استنلی و کردیت سوئیس طراحی شده بود به مزایدهٔ آنلاین گذاشته شد. فروش ۱٫۶۷ میلیارد دلاری سهام گوگل، سرمایه این شرکت را به بیش از ۲۳ میلیارد دلار رساند.بیش از ۲۷۱ میلیون سهم از سهام تحت کنترل گوگل باقی‌مانده بود و بسیاری از کارمندان گوگل میلیونرهای روی کاغذ شدند. یاهو!، یکی از رقبای گوگل، نیز سود کرد، چرا که تا پیش از عرضه اولیه، ۸٫۴ میلیون سهم از گوگل در اختیار یاهو بود.
در اکتبر ۲۰۰۶، گوگل اعلام کرد که شرکت یوتیوب را به ارزش ۱٫۶۵ میلیون دلار خریداری کرده است و آن معامله در ۱۳ نوامبر ۲۰۰۶ نهایی شد. در ۱۳ آوریل ۲۰۰۷ گوگل با دابل‌کلیک به توافق رسید و این شرکت را به مبلغ ۳٫۱ میلیارد دلار خریداری کرد.
سهام پس از عرضهٔ اولیه عملکرد خوبی داشت و در ۳۱ اکتبر ۲۰۰۷ به مرز ۷۰۰ دلار رسید و دلیل اصلی آن فروش و درآمد بسیار بالا در قسمت تبلیغات اینترنتی بود. اکنون این شرکت در فهرست شرکت‌های نزدک و تحت نام GOOG قرار دارد و در بورس فرانکفورت با نام GGQ1 داد و ستد می‌شود.
در ۱۵ اوت ۲۰۱۱ گوگل با خرید موتورولا موبیلیتی به مبلغ ۱۲٫۵ میلیارد دلار، بزرگ‌ترین معامله خود را انجام داد.
موتورولا موبیلیتی که در ژانویه ۲۰۱۱ از موتورولا جدا شده بود، تا پیش از آن در ساخت گوشی‌های تلفن همراه با سیستم عامل اندروید با گوگل همکاری می‌کرد و گوگل با خرید آن توانست صاحب امتیاز اختراعات بی‌شمار این شرکت بشود. در واقع گوگل با این کار قصد داشت تا به مجادلاتی که پیرامون اختراعات تلفن همراه و فناوری‌های بی‌سیم وجود داشت با دیگر شرکت‌ها (از جمله اپل و مایکروسافت) پایان دهد و بتواند سیستم عامل اندروید را همچون گذشته به صورت رایگان به عموم عرضه کند.
البته گوگل در پایان در ژانویه ۲۰۱۴ موتورولا را با قیمت ۲٫۹ میلیارد دلار به شرکت لنوو فروخت.

### تأسیس آلفابت و تجدید سازمان
گوگل که در انتهای سال مالی ۲۰۱۱ توانسته بود ۳۷ میلیارد دلار برای شرکت سودآوری کند، این رقم را در پایان سال ۲۰۱۲ به ۵۰ میلیارد دلار رسانده بود.
گوگل همچنان به خرید زیرمجموعه‌های دیگر ادامه داد و در ژوئن ۲۰۱۳ نرم‌افزار اسرائیلی ویز را به مبلغ ۹۶۶ میلیون دلار خریداری کرد و اجازه نداد تا اپل و فیس‌بوک که پیش از این اظهار تمایل برای خرید ویز کرده بودند، صاحب این شرکت شوند. علاوه بر ویز، ۱۵ شرکت دیگر توسط گوگل در سال ۲۰۱۳
خریداری شد که ارزش آن‌ها به ۳۴۴ میلیون دلار می‌رسید. گوگل صاحب نرم‌افزار دیگری به نام گوگل مپس بود که عملکردی مشابه با ویز داشت، با این حال گوگل از قابلیت‌های جستجوی گوگل در ویز استفاده کرد و همچنین از قابلیت‌های به‌روز رسانی ترافیک در نقشه ویز در گوگل مپس استفاده نمود.
در ۱۹ سپتامبر ۲۰۱۳، گوگل اعلام کرد که قصد دارد شرکتی با نام کالیکو تأسیس کند که در زمینه بهداشت و سلامت فعالیت دارد و ریاست این شرکت بر عهدهٔ یکی از مدیران پیشین شرکت اپل با نام آرتور لوینسون بود. در ۲۶ ژانویهٔ ۲۰۱۴ شرکت دیپ‌مایند را پیش‌تر در دسامبر ۲۰۱۲ قرار بود توسط فیس‌بوک خریداری شود را به مبلغ ۴۰۰ میلیون دلار خریداری کرد. این شرکت خصوصی در لندن واقع بود و در زمینهٔ هوش مصنوعی فعالیت می‌کرد و در فعالیت‌های گوگل در زمینهٔ هوش مصنوعی و رباتیک بسیار مؤثر بود. علاوه بر آن، گوگل در آن زمان خریداری کرد می‌توان به بیت‌اسپین (که در توسعه سیستم عامل اندورید فعالیت داشت) و ایمپرمیوم (که در زمینه امنیت نرم‌افزار فعالیت داشت) اشاره کرد. همچنین شرکتی دیگر با نام نست‌لبز را در ۱۳ ژانویه ۲۰۱۴ به مبلغ ۳٫۲ میلیارد دلار خریداری و سپس از آن در یکی از محصولات خود به نام گوگل نست استفاده کرد. گوگل پیشرفت خوبی در طول آن مدت داشت و همین باعث شد که ارزش این شرکت در بازار به مقدار بالایی برسد و به دومین شرکت باارزش جهان (پس از اپل) در سال‌های ۲۰۱۳ تا ۲۰۱۶ تبدیل شود و ارزش آن به ۱۳۳ میلیارد دلار برسد.
در ۱۰ اوت ۲۰۱۵ گوگل اعلام کرد که گوگل به دنبال تجدید سازمان است و قرار است یک شرکت هلدینگ به نام آلفابت را تأسیس کند و زیرمجموعه‌های گوگل را به آلفابت منتقل کند. این خبر را لری پیج (مدیرعامل وقت گوگل) نیز در وبلاگش اعلام کرد. آلفابت شامل زیرمجموعه‌های گوگل از جمله گوگل ایکس، کالیکو، گوگل نست، فیبر و … می‌شد. سوندار پیچای که مدیر بخش محصولات گوگل بود، به عنوان مدیرعامل گوگل انتخاب و جایگزین لری پیج شد. در مقابل لری پیج و سرگئی برین که مؤسسان گوگل بودند، ریاست شرکت آلفابت را بر عهده گرفتند.
با این تغییر ساختاری، آلفابت به یکی از بزرگ‌ترین شرکت‌های فناوری اطلاعات و همچنین یکی از گران‌ترین شرکت‌های جهان مبدل شد. پیج و برین که از مؤسسان شرکت آلفابت بودند و ریاست این شرکت را نیز بر عهده داشتند، در دسامبر ۲۰۱۹ از سمت خود کناره‌گیری کردند و مدیریت این شرکت را به مدیرعامل وقت گوگل یعنی سوندار پیچای سپردند، اما این دو همچنان از سهام‌داران عمده و اعضای هیئت مدیرهٔ آلفابت باقی ماندند.

## شرکت و کارکنان

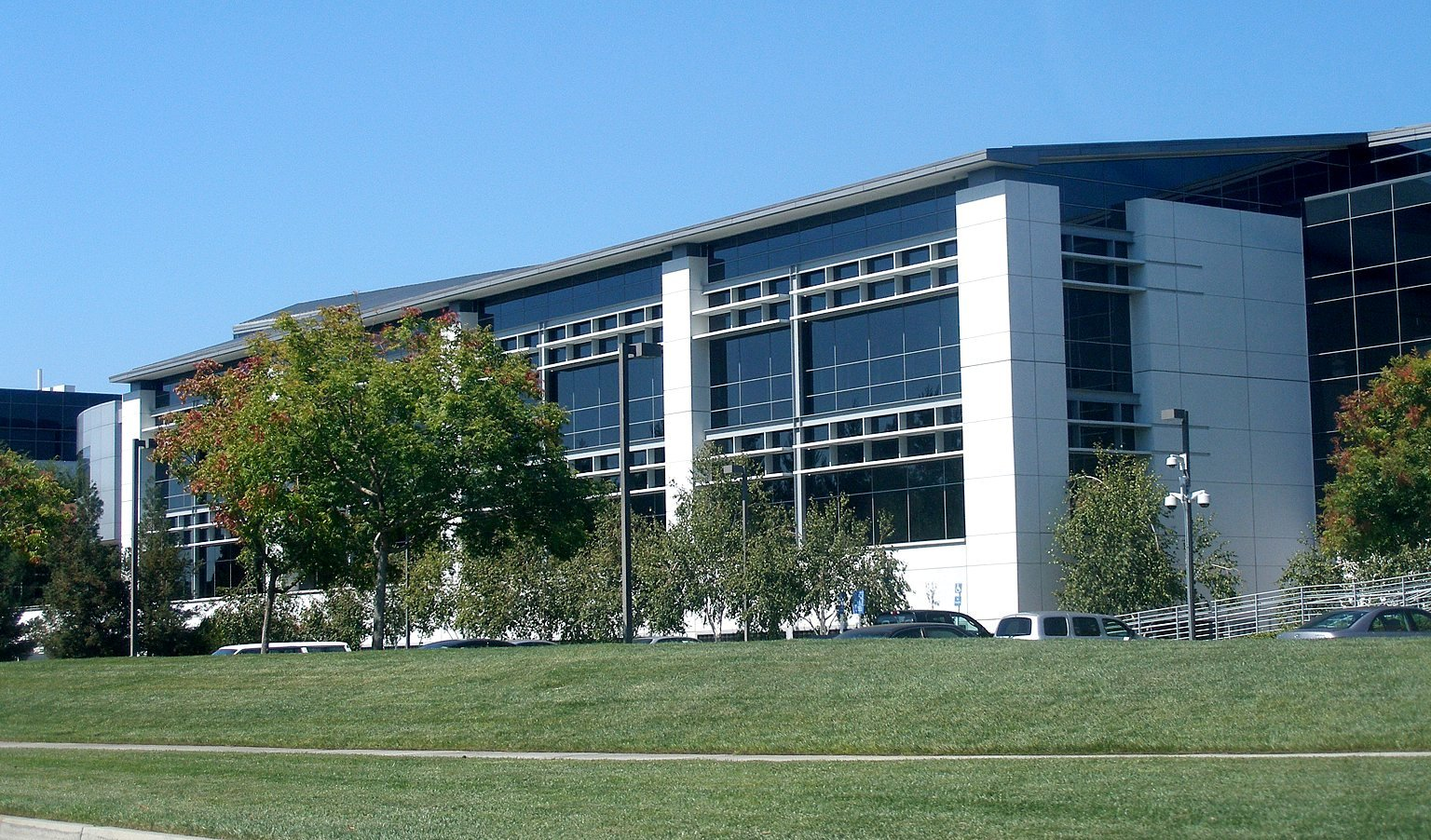
گوگل‌پلکس، ساختمان اصلی و بزرگ‌ترین فضای گوگل

گوگل از جهت فرهنگ شرکت‌داری غیررسمی و خودمانی خود شناخته شده است. در فهرست بهترین شرکت‌های برای کار در مجله فورچون، گوگل در سال ۲۰۰۷ و ۲۰۰۸ در رتبهٔ نخست و در سال ۲۰۰۹ و ۲۰۱۰ چهارم بود. فلسفهٔ شرکت گوگل بر پایه اصولی خودمانی همچون «شما می‌توانید بدون شرارت پول به دست آورید»، «شما می‌توانید بدون کت و شلوار جدی باشید» و «کار کردن باید چالش‌انگیز و چالش باید شوخی و سرگرمی باشد» استوار است.

### کارمندان
سهام گوگل پس از عرضهٔ اولیه در بازار بورس، رشد بالایی داشت و سودآوری چشمگیری را برای کارمندان قدیمی‌اش به ارمغان آورد. پس از عرضهٔ اولیه، مؤسسان شرکت (لری پیج و سرگئی برین) و مدیرعامل آن (اریک اشمیت) درخواست کردند که حقوقشان به ۱ دلار کاهش یابد. شرکت گوگل پس از آن، پیشنهادهای افزایش حقوق به این سه نفر داده بود که توسط آن‌ها مورد قبول واقع نشد، زیرا آن‌ها در این مدت از طریق سهام گوگل سود خود را می‌برده‌اند. تا پیش از سال ۲۰۰۴ اشمیت ۲۵۰ هزار دلار در سال و پیج و برین هر کدام ۱۵۰ هزار دلار در سال درآمد داشتند، این در حالی بود که ارزش سهام اشمیت پس از عرضه اولیه به ۵ میلیارد دلار و دو نفر دیگر هر یک به ۱۲ میلیارد دلار رسیده بود.
در سال ۲۰۰۷ و اوایل ۲۰۰۸ چندین مدیر اجرایی درجه یک، گوگل را ترک گفتند. در اکتبر ۲۰۰۷ مدیر امور مالی یوتیوب، گیدئون لو به همراه بنجامین لینگ مهندس عالی‌رتبه به فیسبوک ملحق شدند. در مارس ۲۰۰۸ شریل سندبرگ، مدیر قسمت فروش آنلاین، سمت جدید خود را در فیسبوک به عنوان مدیر اجرایی آغاز کرد، در ۴ آوریل ۲۰۱۱ لری پیج به عنوان مدیرعامل منتسب شد و اریک اشمیت مدیر اجرایی گوگل شد. از تاریخ ۱۰ اوت ۲۰۱۵ تا کنون، سوندار پیچای سمت مدیر عامل اجرایی این شرکت را به عهده دارد.
گوگل به عنوان یک عامل ترغیب، سیاستی با نام «استراحت ابتکاری» (Innovation Time Off) در شرکتش به وجود آورد، که در آن مهندسان ۲۰٪ از زمان کار خود را به پروژه‌هایی اختصاص می‌دهند که به آن‌ها علاقه دارند. شماری از خدمات جدیدتر گوگل از جمله جی‌میل، گوگل نیوز، اورکات و ادسنس در اصل از همین ایده به وجود آمده‌اند. در یکی از سخنرانی‌های دانشگاه استنفورد، مریسا مایر، معاون قسمت محصولات جستجوی گوگل، بیان داشت که نیمی از محصولات جدیدی که به نمایش در می‌آیند همه در زمان استراحت ابتکاری به وجود آمده‌اند. در مارس ۲۰۱۱ شرکت مشاور یونیورسام اطلاعاتی نمایش داد که در آن گوگل در رأس فهرست کارفرمایان ایدئال قرار داشت و در آن ۲۵ درصد از ۱۰۰۰۰ جوان متخصصی که در نظرسنجی شرکت کرده بودند گوگل را انتخاب کرده بودند.

### مدیران

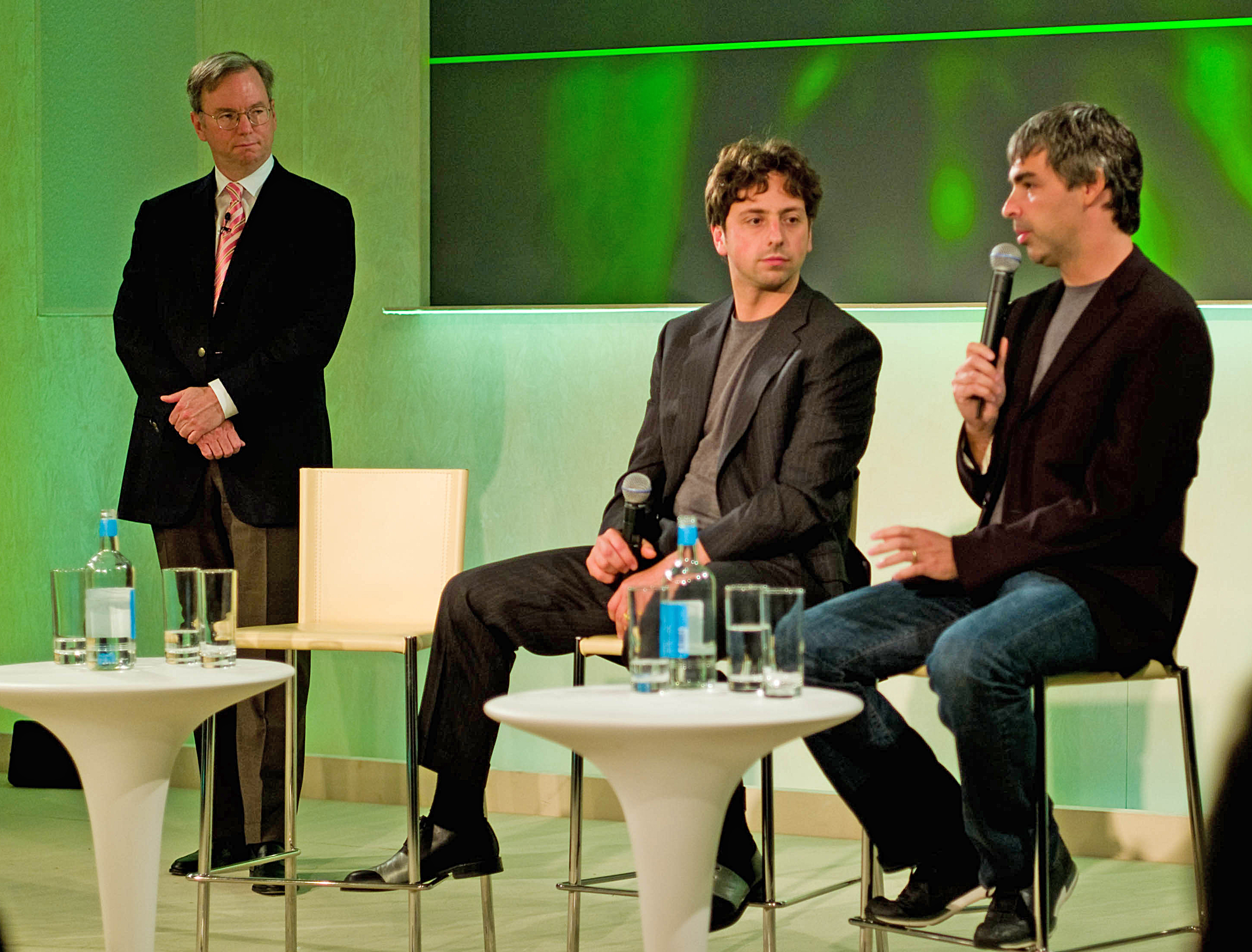
اریک اشمیت با سرگی برین و لری پیج (از چپ به راست) در سال ۲۰۰۸

ابتدای تأسیس گوگل در سال ۱۹۹۸ تا اوت ۲۰۰۱، لری پیج مدیر ارشد اجرایی گوگل بود و پس از آن، این پست را به اریک اشمیت سپرد. اگر چه اریک اشمیت اسماً مدیریت گوگل را بر عهده داشت، اما لری پیچ همچنان در مدیریت این شرکت نقش داشت و برخی کارهای کلیدی در این شرکت رو شخصاً انجام می‌داد. برای نمونه، پیج در سال ۲۰۰۵ اقدام به خرید اندروید به مبلغ ۵۰ میلیون دلار کرد و این عمل را بدون مشورت با اشمیت انجام داد. نمونهٔ دیگری که می‌توان به آن اشاره کرد، استخدام توسعه‌دهندگان موزیلا فایرفاکس در سپتامبر ۲۰۰۸ بود که توسط لری پیج و سرگی برین و به پیشنهاد سوندار پیچای، مدیر محصولات وقت صورت گرفت و اشمیت با این تصمیم مخالف بود. این عمل در پایان به معرفی محصول جدیدی با نام کروم صورت گرفت که توانست بازار مرورگرهای اینترنتی را از آن خود کند و این موفقیت، یکی از عوامل به شهرت رسیدن سوندار پیچای بود و سپس به مدیر عامل شدن او کمک کرد.
در ژانویهٔ ۲۰۱۱، لری پیج دوباره پست مدیر ارشد اجرایی را از اریک اشمیت پس گرفت و سرگی برین نیز ریاست هیئت مدیره را بر عهده گرفت و این دو در اوت ۲۰۱۵ تصمیم به تجدید سازمان کردن این شرکت کردند و آلفابت را تأسیس و گوگل را یکی از زیرمجموعه‌های آلفابت کردند. این تغییر، مقدمه‌ای برای مدیریت سوندار پیچای بود و پس از آن، چهرهٔ لری پیج کمتر در رسانه‌ها دیده می‌شد. پیچای از اوت ۲۰۱۵ تاکنون مدیر ارشد اجرایی گوگل بوده است و پیج و بری نیز به عنوان مدیر ارشد اجرایی و رئیس هیئت مدیرهٔ آلفابت فعالت دارند.
در گوگل اشخاص ایرانی نیز پست‌های کلیدی و مدیریتی در این شرکت داشته‌اند، از جمله امید کردستانی که در سال ۱۹۹۹ از شرکت نت‌اسکیپ به گوگل پیوست و پست‌هایی همچون مشاور ارشد مدیر عامل گوگل و نایب‌رئیس ارشد بخش فروش را در این شرکت داشت. او در سال ۲۰۰۹ گوگل را ترک و دوباره در ۱۸ ژوئن ۲۰۱۴ به این شرکت پیوست. او همچنین در تغییر ساختار این شرکت و تأسیس آلفابت نقش داشت و پس از تأسیس این شرکت، به عنوان مشاور ارشد در آلفابت مشغول به فعالیت شد. او در اکتبر ۲۰۱۵ گوگل را ترک کرد به عنوان رئیس هیئت مدیرهٔ توییتر منصوب شد.
سالار کمانگر از دیگر افراد ایرانی بود که در سال ۱۹۹۹ به عنوان نهمین کارمند گوگل استخدام شد و پس از دو سال به عنوان مدیر عامل یوتیوب منصوب شد و تا فوریه ۲۰۱۴ در این سمت باقی ماند تا اینکه سوزان ووجیتسکی (که شانزدهمین کامند استخدام‌شده در گوگل بود، جایگزین وی گردید. کمانگر نخستین طرح تجاری گوگل را ارائه داد و مدیریت محصولات پرشماری از جمله جیمیل را بر عهده داشت.

### گوگل‌پلکس

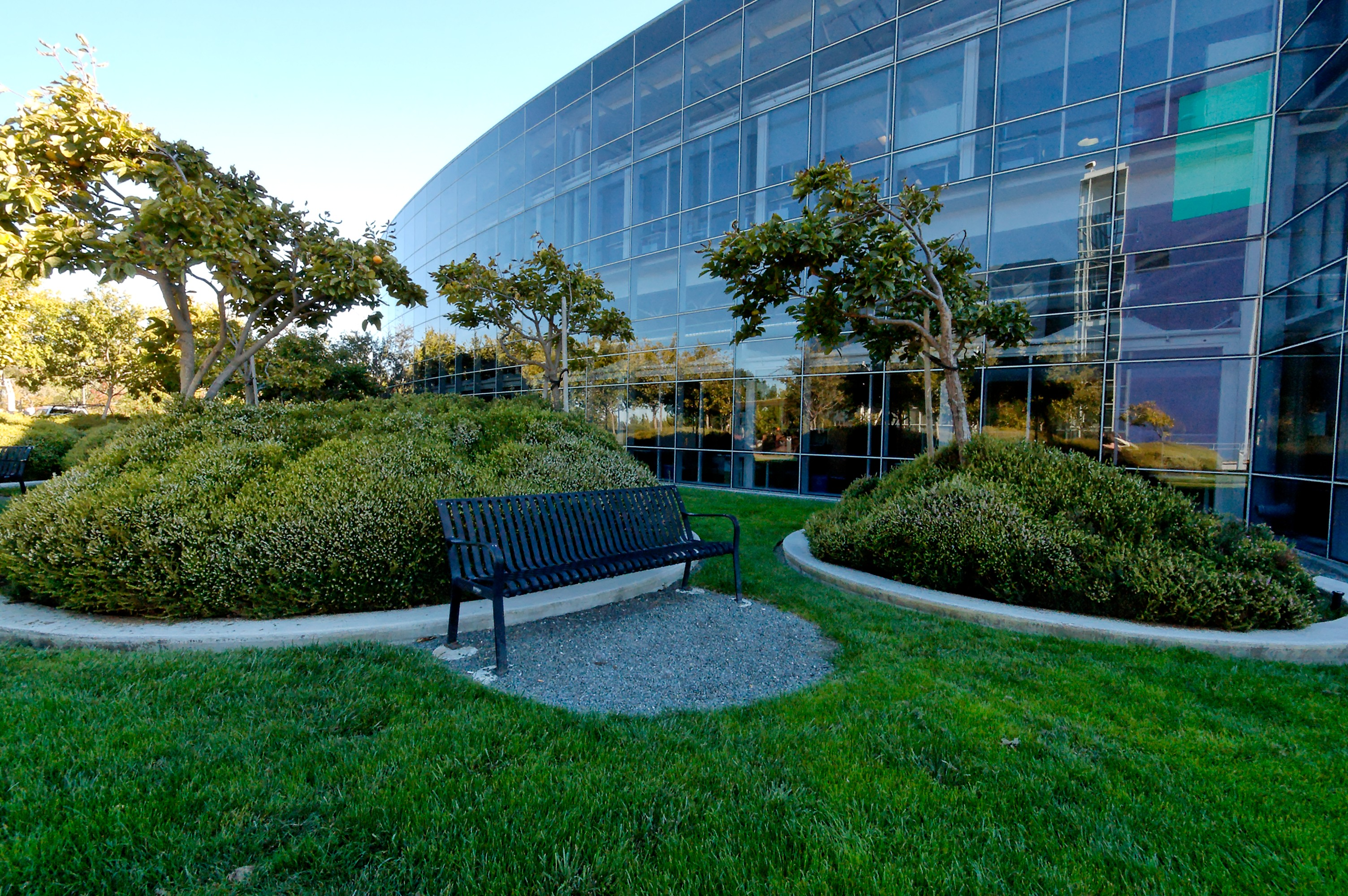
زمین گوگل‌پلکس و چمن‌هایی که توسط گله‌های بز کوتاه می‌شوند

ساختمان اصلی گوگل در مانتین ویو، کالیفرنیا قرار دارد و با نام «گوگل‌پلکس» شناخته می‌شود. واژه گوگل‌پلکس خود آمیختهٔ دو واژهٔ گوگل و کامپلکس (به معنای مجتمع و پیچیده) است و در اینجا منظور بدین موضوع اشاره دارد که اجتماعی بسیاری از ساختمان‌های گوگل در آنجا حضور دارند. سالن ورودی آنجا مزین به یک پیانو، شماری سرور قدیمی، و جستارهای تحقیقاتی یک پروژه بر روی دیوار است. تالار ورودی آنجا مملو از توپ‌های ورزشی و دوچرخه‌ها است. هر کارمندی می‌تواند وارد قسمت تفریحی شرکت شود که دارای ماشین پایی، رختکن، لباسشویی و خشک‌کن، اتاق ماساژ، بازی‌های ویدئویی، فوتبال دستی، پیانو، میز بیلیارد و پینگ‌پنگ است. علاوه بر اتاق تفریح، در آنجا اتاق‌هایی دارای غذا و نوشیدنی نیز وجود دارد.
در سال ۲۰۰۶ گوگل به دفتر ۲۸٫۹۰۰ متر مربعی خود در خیابان هشتم منهتن، نیویورک سیتی منتقل شد. این دفتر اختصاصاً برای گوگل ساخته شده بود و هم‌اکنون بزرگ‌ترین تیم تبلیغاتی آن در آنجا مستقر هستند. در سال ۲۰۰۳ گروهی از مهندسین به آنجا اضافه شد که مسئولیت بیش از ۱۰۰ پروژه مهندسی از جمله گوگل مپ و گوگل اسپریدشیت و… را بر عهده داشتند. تخمین زده می‌شود که این ساختمان ۱۰ میلیون دلار در سال به عنوان کرایه برای گوگل هزینه برمی‌دارد و شباهت بسیاری در طراحی با مرکز آن در مانتین ویو دارد، و شامل فوتبال دستی، هاکی، میز تنیس و بازی‌های ویدئویی هست. در نوامبر ۲۰۰۶ گوگل ارت کارنگی ملون در پیتسبورگ را افتتاح کرد و در آنجا بر روی مسائل خرید و فروش و تبلیغات و برنامه‌هایی برای تلفن‌های هوشمند تمرکز داشت. علاوه بر این‌ها، دفاتری در سراسر جهان دارد و دفاتر آن در آمریکا نیز شامل آتلانتا، آستین، بولدر، سان فرانسیسکو، سیاتل، و واشینگتن، دی.سی. است.

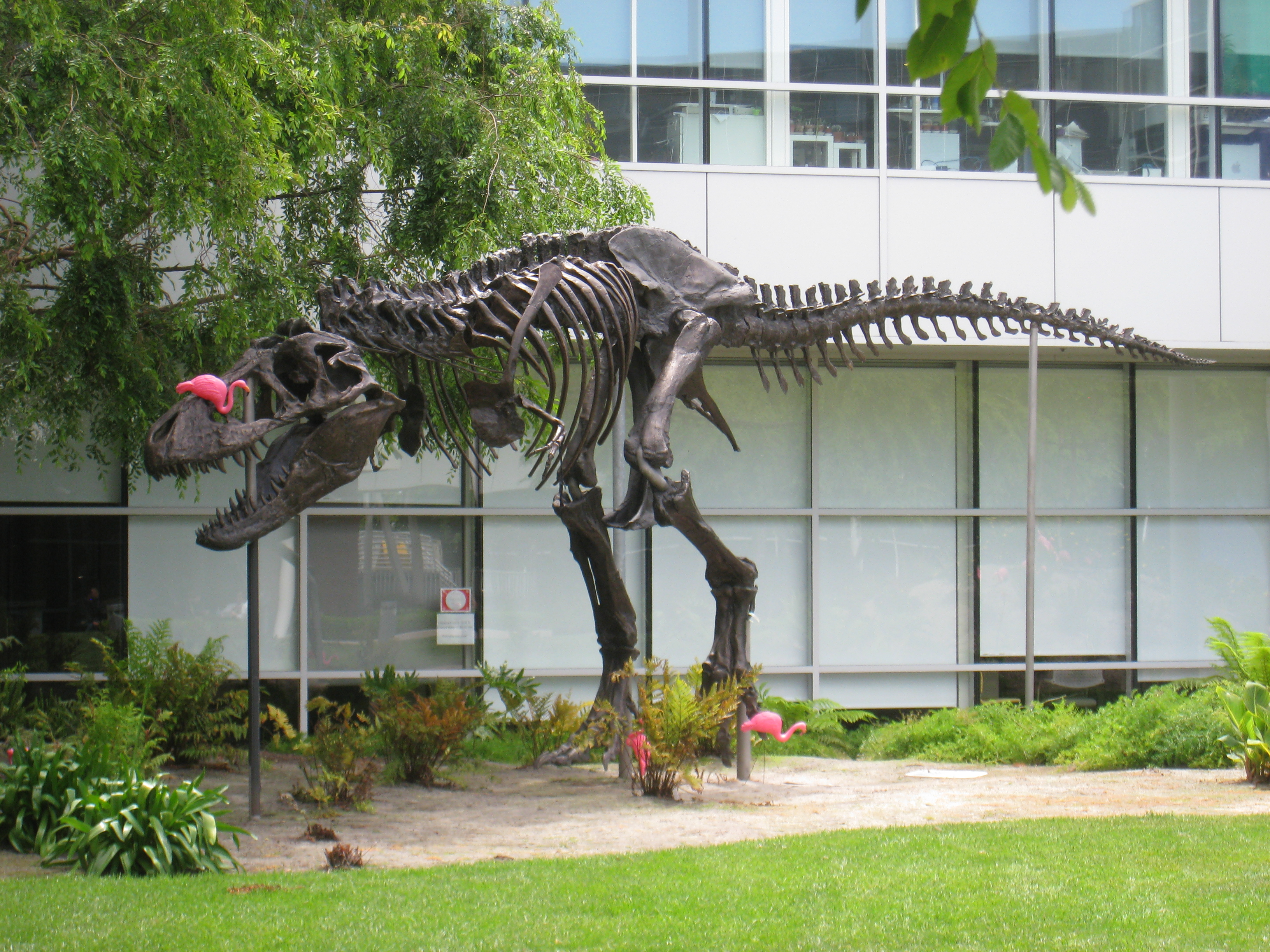
مجسمه‌ای در شرکت گوگل که نمایانگر شعار «شرور نباشید» است

گوگل به مسیری پیش می‌رود که تضمین می‌کند اعمالی که انجام می‌دهد برای طبیعت مفید هستند. در سال ۲۰۰۶ شرکت اعلام کرد که قصد دارد صدها باتری خورشیدی نصب کرده و تا ۱٫۶ مگاوات نیروی برق تولید کند که با این میزان حداقل ۳۰٪ انرژی برق مورد نیاز فضای آنجا تأمین می‌شود. این سامانه، بزرگ‌ترین سامانه تولید انرژی خورشیدی است که تاکنون در آمریکا ساخته شده است. به علاوه، گوگل در سال ۲۰۰۹ اعلام کرد که برای کوتاه نگه داشتن حجم چمن‌زارهای اطراف گوگل‌پلکس گله‌هایی از بز را در آنجا قرار داده است و با این کار از احتمال آتش‌سوزی بوته‌های فصلی جلوگیری می‌کند. ایده اصلی کوتاه کردن چمن‌ها توسط بزها در اصل الهام گرفته از آر.جی. ویدلار، یکی از مهندسان نشنال سمی‌کنداکتر بود. با این وجود، گوگل در مجله هارپر متهم به یک «انرژی خور» شد و همچنین متهم به به‌کارگیری شعار «شرور نباشید» شد و اینکه صرفه جویی که در انرژی می‌کند در مقابل انرژی که واقعاً نیاز دارد و مصرف می‌کند مقدار کمی‌است و برای پوشاندن این موضوع این کار را می‌کند.

### زیرمجموعه‌ها
گوگل تاکنون بیش از صد شرکت بزرگ را خریداری کرده که بیشتر آن‌ها در ایالات متحده و در منطقه خلیج سانفرانسیسکو واقع شده‌اند. فهرستی از مهم‌ترین این شرکت‌ها را در زیر می‌بینید:
| شماره | تاریخ خرید      | شرکت               | زمینه کاری                             | کشور                | ارزش (دلار آمریکا) | اشتقاق با            | منبع                    |
| ----- | --------------- | ------------------ | -------------------------------------- | ------------------- | ------------------ | -------------------- | ----------------------- |
| ۱     | ۱۲ فوریه ۲۰۰۱   | دژا                | یوزنت                                  | ایالات متحده آمریکا |                    | گوگل                 | [ ۱۱۵ ]                 |
| ۲     | اکتبر ۲۰۰۳      | جنیوس لبز          | وبلاگ                                  | ایالات متحده آمریکا |                    | بلاگر                | [ ۱۱۶ ]                 |
| ۳     | ۱۳ ژوئیه ۲۰۰۴   | پیکاسا             | سازماندهی تصاویر                       | ایالات متحده آمریکا |                    | پیکاسا، بلاگر        | [ ۱۱۷ ]                 |
| ۴     | سپتامبر ۲۰۰۴    | زیپ‌دش              | بررسی ترافیک                           | ایالات متحده آمریکا |                    | گوگل مپس برای موبایل | [ ۱۱۸ ]                 |
| ۵     | اکتبر ۲۰۰۴      | Where2             | نقشه (زمین)                            | استرالیا            |                    | گوگل مپس             | [ ۱۱۹ ]                 |
| ۶     | ۱۷ اوت ۲۰۰۵     | اندروید            | نرم‌افزار موبایل                        | ایالات متحده آمریکا | $۵۰٬۰۰۰٬۰۰۰(تخمین) | اندروید              | [ ۱۲۱ ]                 |
| ۷     | ۲۰ دسامبر ۲۰۰۵  | ای‌اوال             | اینترنت پهن‌باند                        | ایالات متحده آمریکا | $۱×۱۰۹             |                      | [ ۱۲۲ ]                 |
| ۸     | ۲۷ دسامبر ۲۰۰۵  | فت‌بیتز             | موتور جستجوی مجازی                     | ایالات متحده آمریکا |                    | گوگل دسکتاپ          | [ ۱۲۳ ]                 |
| ۹     | ۱۷ ژانویه ۲۰۰۶  | dMarc Broadcasting | تبلیغات                                | ایالات متحده آمریکا | $۱۰۲٬۰۰۰٬۰۰۰       | گوگل ادسنس           | [ ۱۲۴ ]                 |
| ۱۰    | ۱۴ فوریه ۲۰۰۶   | میژر مپز           | وبلاگ                                  | ایالات متحده آمریکا |                    | گوگل واکاو           | [ ۱۲۵ ]                 |
| ۱۱    | ۹ مارس ۲۰۰۶     | آپ‌استارتل          | واژه‌پرداز                              | ایالات متحده آمریکا |                    | گوگل داکس            | [ ۱۲۶ ]                 |
| ۱۲    | ۱۴ مارس ۲۰۰۶    | ات‌لست سافت‌ور       | نرم‌افزار سه‌بعدی                        | ایالات متحده آمریکا |                    | اسکچ‌آپ               | [ ۱۲۷ ]                 |
| ۱۳    | ۹ اکتبر ۲۰۰۶    | یوتیوب             | سکوی برخط ویدئو                        | ایالات متحده آمریکا | $۱٫۶۵×۱۰۹          | یوتیوب               | [ ۱۲۸ ] [ ۱۲۹ ]         |
| ۱۴    | ۱۳ آوریل ۲۰۰۷   | دابل‌کلیک           | تبلیغات                                | ایالات متحده آمریکا | $۳٫۱×۱۰۹           | گوگل ادسنس           | [ ۱۳۰ ] [ ۱۳۱ ] [ ۱۳۲ ] |
| ۱۵    | ۱ ژوئن ۲۰۰۷     | پانورامیو          | اشتراک‌گذاری عکس                        | اسپانیا             |                    | پانورامیو            | [ ۱۳۳ ]                 |
| ۱۶    | ۱۵ اوت ۲۰۱۱     | موتورولا موبیلیتی  | تولیدکنندهٔ تلفن همراه                  | ایالات متحده آمریکا | $۱٫۲۵×۱۰           | اندروید              | [ ۱۳۴ ] [ ۱۳۵ ]         |
| ۱۷    | ۱۲ دسامبر ۲۰۱۳  | بوستون داینامیک    | تولیدکنندهٔ روبات                       | ایالات متحده آمریکا |                    |                      | [ ۱۳۶ ]                 |
| ۱۸    | ۱۱ ژوئن ۲۰۱۳    | ویز                | نرم‌افزار موقعیت‌یاب                     | اسرائیل             | $۹۶۶٬۰۰۰٬۰۰۰       | گوگل مپس             | [ ۱۳۷ ]                 |
| ۱۹    | ۱۳ ژانویه ۲۰۱۴  | گوگل نست           | اتوماسیون خانگی                        | ایالات متحده آمریکا | $۳٫۲×۱۰۹           | گوگل نست             | [ ۱۳۸ ] [ ۱۳۹ ]         |
| ۲۰    | ۲۶ ژانویه ۲۰۱۴  | دیپ‌مایند           | هوش مصنوعی                             | بریتانیا            | $۶۲۵٬۰۰۰٬۰۰۰       | گوگل دیپ‌مایند        | [ ۱۴۰ ] [ ۱۴۱ ]         |
| ۲۱    | ۱۰ ژوئن ۲۰۱۴    | اسکای‌باکس ایمیجینگ | ماهواره                                | ایالات متحده آمریکا | $۵۰۰٬۰۰۰٬۰۰۰       | گوگل مپس، پروژه لون  | [ ۱۴۲ ]                 |
| ۲۲    | ۲۰ ژوئن ۲۰۱۴    | دراپ‌کم             | نظارت خانگی                            | ایالات متحده آمریکا | $۵۵۵٬۰۰۰٬۰۰۰       | گوگل نست             | [ ۱۴۳ ]                 |
| ۲۳    | ۱۱ نوامبر ۲۰۱۵  | بباپ               | رایانش ابری                            | ایالات متحده آمریکا | $۳۸۰٬۰۰۰٬۰۰۰       | سکوی ابری گوگل       | [ ۱۴۴ ]                 |
| ۲۴    | ۸ اوت ۲۰۱۶      | اوربیترا           | رایانش ابری                            | ایالات متحده آمریکا | $۱۰۰٬۰۰۰٬۰۰۰       | سکوی ابری گوگل       | [ ۱۴۵ ]                 |
| ۲۵    | ۸ سپتامبر ۲۰۱۶  | اپیجی              | تحلیل پیشگویانه                        | ایالات متحده آمریکا | $۶۲۵٬۰۰۰٬۰۰۰       | سکوی ابری گوگل       | [ ۱۴۶ ]                 |
| ۲۶    | ۲۱ سپتامبر ۲۰۱۷ | اچ‌تی‌سی             | مجوزهای اسشماریابی و مالکیت معنوی      | تایوان              | $۱٫۱×۱۰۹           | گوگل پیکسل           | [ ۱۴۷ ] [ ۱۴۸ ] [ ۱۴۹ ] |
| ۲۷    | ۶ ژوئن ۲۰۱۹     | لوکر               | اطلاعات بزرگ، تحلیل داده               | ایالات متحده آمریکا | $۲٫۶×۱۰۹           | سکوی ابری گوگل       | [ ۱۵۰ ]                 |
| ۲۸    | ۱۴ ژانویه ۲۰۱۹  | پوینتی             | نمایش کالاهای موجود در فروشگاه‌های محلی | جمهوری ایرلند       | $۱۶۳٬۰۰۰٬۰۰۰       | گوگل مپس             | [ ۱۵۱ ]                 |
| ۲۹    | در انتظار       | فیت‌بیت             | پوشاک                                  | ایالات متحده آمریکا | $۲٫۱×۱۰۹           |                      | [ ۱۵۲ ] [ ۱۵۳ ]         |

## محصولات و خدمات

### موتور جستجو

نخستین صفحهٔ اصلی گوگل که در سال ۱۹۹۸ طراحی شد. علت ظاهر ساده این صفحه در این بود که مدیران گوگل دانشی از کدهای HTML نداشتند و قصدشان این بود صفحه‌ای را در سریع‌ترین زمان ممکن به نمایش گذارند.

موتور جستجوی گوگل در سال ۱۹۹۷ توسط لری پیج، سرگی برین و اسکات حسن ساخته شد.
الگوریتم این موتور جستجو بدین گونه بود که صفحه‌های وب را در خود ذخیره می‌کرد تا کاربران بتوانند هر موضوع دلخواهشان را با به‌کارگیری کلمات کلیدی و عملگرها جستجو کنند. شمار صفحه‌هایی که تا سال ۲۰۱۶ در وبگاه گوگل ذخیره شده بودند ۱۳۰ تریلیون محاسبه شد و این در حالی بود که تا سال ۲۰۱۳، شمار این صفحات ۳۰ تریلیون تخمین زده شده بود. علی‌رغم محبوبیتی که این گونه جستجو دارد، تاکنون توسط سازمان‌های بسیاری مورد انتقاد گرفت. نیویورک تایمز در سال ۲۰۰۳ مدعی شد که ذخیره محتویات وبگاه‌ها گونه‌ای تخلف در حق تکثیر محسوب می‌شود، کاربران برای دستیابی به محتویات نیویورک تایمز باید در این وبگاه ثبت‌نام می‌کردند و مبلغی توسط آن‌ها پرداخت می‌شد، اما گوگل قادر بود نسخهٔ ذخیره‌شدهٔ این صفحات را بدون هیچ هزینه ای در اختیارات کاربران قرار دهد. همچنین سه نفر از نویسندگان نیویورک تایمز در سپتامبر ۲۰۰۵ از گوگل به دلیل نمایش آثار آن‌ها در بین نتایج جستجوی گوگل شکایت کردند و گوگل را متهم به نقض حق تکثیر و کسب درآمد از تبلیغات از طریق نمایش آثار آن‌ها در بین نتایج جستجو کردند.
در سال ۲۰۰۲، خدمتی با نام گوگل نیوز ارائه داد که اخبار روز را به صورت خودکار از منابع خبری استخراج می‌کرد و کاربران در آن قادر به جستجوی خبرها بودند.
همچنین در اکتبر ۲۰۰۴ خدمتی با نام گوگل بوکز ارائه داد که با به‌کارگیری آن، کاربر قادر بود تا واژه یا متنی درون کتاب‌های موجود در پایگاه دادهٔ گوگل جستجو کند و بخش محدودی از نتایج جستجو در کتاب مورد نظر را ببینید.
اگرچه این خدمت بحث‌برانگیز شد و گوگل نسخهٔ کامل کتاب‌هایی که اجازه داده می‌شد را به موتور جستجوی جدید خوب برای کتاب‌ها اختصاص داد. انجمن نویسندگان که شامل ۸۰۰۰ نویسنده آمریکایی بود در سال ۲۰۰۵ در دادگاه نیویورک شکایتی علیه این خدمت جدید گوگل کردند و گوگل پاسخ داد که این خدمت با قوانین حق تکثیر مربوط به کتاب‌ها سازگار است. سرانجام گوگل در سال ۲۰۰۹ نامه‌ای دریافت کرد مبنی بر اینکه اسکن کتاب‌ها را محدود به آمریکا و بریتانیا و استرالیا و کانادا کند. علاوه بر آن دادگاه مدنی پاریس در اواخر ۲۰۰۹ از گوگل خواست تا برخی از آثار خود را از پایگاه دادهٔ خود حذف کند. در پایان گوگل در رقابت با وبگاه آمازون تصمیم گرفت تا نسخه دیجیتال کتاب‌های جدید خود را برای فروش بگذارد.
جستجوگر گوگل، محبوب‌ترین خدمت این شرکت است و در نوامبر ۲۰۰۹ گوگل با ۶۵٪ از سهم بازار، موتور جستجوی برتر در آمریکا بود. گوگل از راه این وبگاه روزانه صدها میلیون دلار دریافت می‌کند. دامنه اصلی این وبگاه در اوت ۲۰۱۱، ۱۶۵ میلیون بار بازدید شده است.
ترتیب قرارگرفتن نتایج جستجوی گوگل بستگی به عاملی به نام رتبه صفحه صفحه دارد. جستجوی گوگل با به کاربردن عملگرهای جبر بولی مانند شمول و عدم شمول، گزینه‌های بسیاری را برای کاربران قابل تنظیم کرده است. الگوریتم گوگل در مارس ۲۰۱۱ تغییر یافت و به محتویات با کیفیت بالاتر وزن بیشتری داد.

### گوگل کروم
گوگل کروم یک مرورگر وب آزاد و رایگان است که در ۲ سپتامبر ۲۰۰۸ بر پایه پروژه کرومیوم عرضه شد.
گوگل نخست توسعه‌دهندگان موزیلا فایرفاکس را استخدام کرد و در پایان محصول جدیدی با نام کروم را عرضه کرد.
نخست نسخهٔ آزمایشی آن برای کاربران سیستم‌عامل ویندوز در یکصد کشور جهان عرضه شد ولی گوگل اعلام کرد که نسخه‌های منطبق با سیستم‌عامل گنو/لینوکس و اپل مکینتاش را نیز پس از آن توزیع خواهد کرد.
در آن زمان، اینترنت اکسپلورر با اختلاف فاحشی بازار مرورگرهای وب را در دست داشت و پس از آن نیز مرورگر موزیلا فایرفاکس محبوب بود، اما گوگل کروم پس از عرضه توانست به سرعت بسیار بالایی به محبوبیت برسد، به طوری که در سال ۲۰۱۱ با پشت سر گذاشتن فایرفاکس به دومین مرورگر محبوب تبدیل شد و در سال ۲۰۱۲ به محبوب‌ترین مرورگر تبدیل شد و همچنان در صدر مرورگرهای محبوب قرار دارد.
در ژوئن ۲۰۲۰، دادخواستی توسط دادگاه فدرال کالیفرنیا علیه گوگل تنظیم شد که مدعی بود گوگل از سال ۲۰۱۶، زمانی که مرورگر کروم در حالت ناشناس یا incognito قرار دارد، بدون اطلاع کاربران اقدام به جمع‌آوری اطلاعات آنان می‌کند و بدین منظور گوگل را ملزم به پرداخت ۵ میلیارد دلار کرد. اگرچه گوگل در نسخه‌های بعدی کروم اعلام کرد که این مسئله را برطرف کرده است، اما این موضوع باعث شد که از محبوبیت گوگل کروم کاسته شود و فرصتی را به مرورگرهای دیگر از جمله داک‌داک‌گو بدهد که مدعی بودند هرگز اطلاعات کاربران را ردگیری نمی‌کنند.

### اندروید و پیکسل

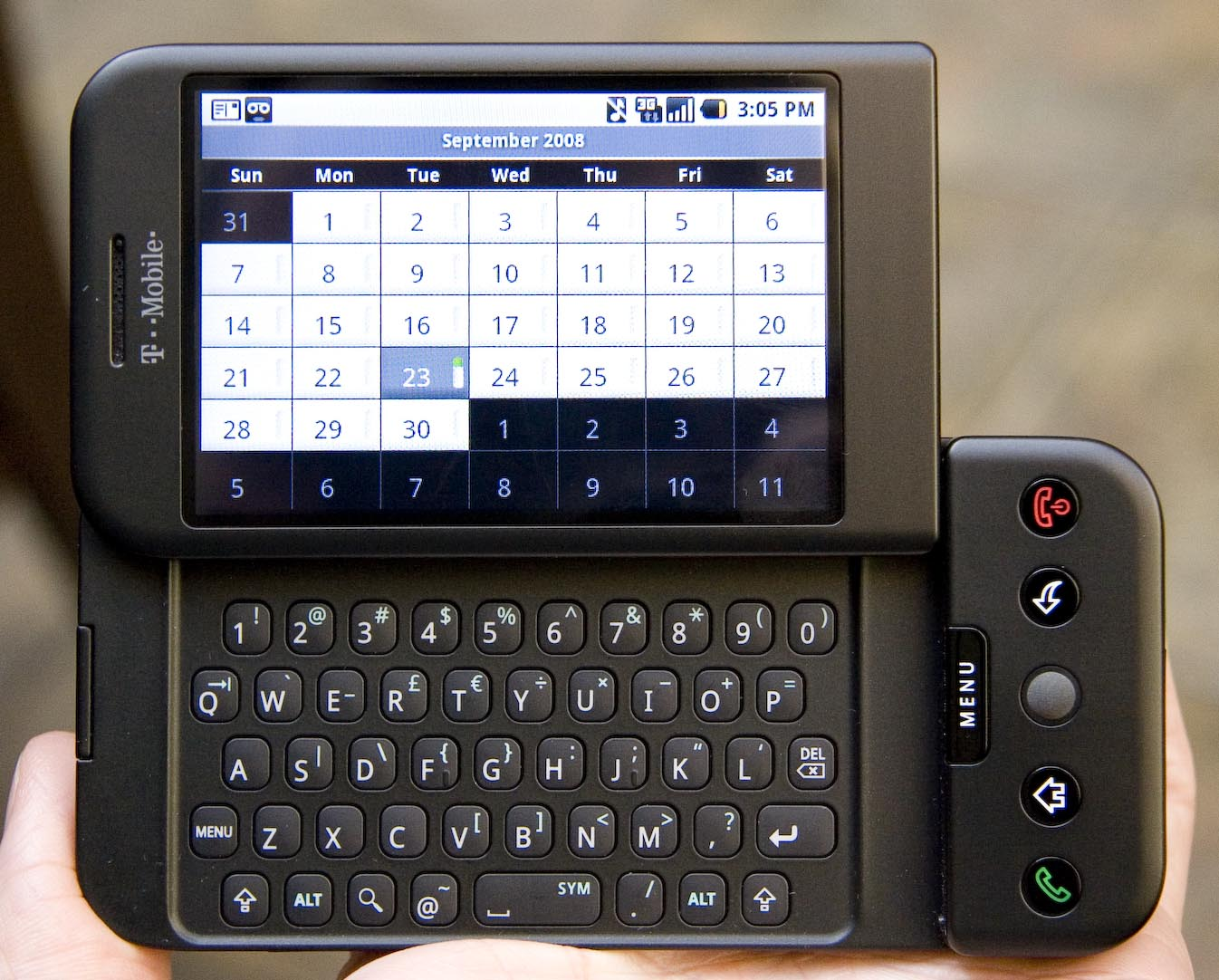
گوشی هوشمند اچ‌تی‌سی دریم جی۱، نخستین تلفن همراه مجهز به اندروید

شرکت اندروید در اکتبر ۲۰۰۳ توسط اندی روبین، ریچ ماینر، نیک سیرز و کریس وایت تأسیس شد و هدف از تأسیس آن در زمان، تولید نرم‌افزاری برای دوربین‌های عکاسی بود که بتوان آن‌ها را به رایانه متصل کرد، اما پس از آن مسیر خود را به سمت گوشی‌های هوشمند تغییر داد. اندروید که بر پایهٔ هسته لینوکس ساخته شده بود. در سال ۲۰۰۵، این شرکت به مبلغی نامعلوم توسط گوگل خریداری شد و ادارهٔ آن به‌طور کامل در اختیار گوگل قرار گرفت. تخمینی که برای خرید گوگل شده بود، مبلغ ۵۰ میلیون دلار بود.
در سپتامبر ۲۰۰۸، اچ‌تی‌سی دریم جی۱ نخستین گوشی تلفن همراه با سیستم عامل اندروید توسط تی-موبایل عرضه گردید و در آن بیشتر محصولات گوگل مانند جی‌میل، گوگل مپز، جستجوگر گوگل و … قابل دسترسی بود.
پس از آن، شرکت‌های دیگر همچون موتورولا، سامسونگ، سونی و ال‌جی نیز اقدام به عرضه تلفن‌های همراهشان با سیستم عامل اندروید کردند، به طوری که تنها در سه‌ماههٔ دوم سال ۲۰۱۱، به‌طور تخمینی ۵۱٫۹ میلیون گوشی تلفن همراه (حدود ۴۸ درصد سهم بازار تلفن همراه) با سیستم‌عامل اندروید به سرتاسر جهان عرضه گردید و این رقم پنج برابر چیزی بود که در یک سال پیش از آن رخ داده بود.
در اکتبر ۲۰۱۶، گوگل گوشی هوشمند پیکسل را به عنوان نخستین تلفن همراه ساخته‌شده توسط گوگل عرضه کرد که در آن نرم‌افزارهای انحصاری مانند دستیار گوگل قرار داشت. دستیار گوگل نخست تنها در پیکسل قرار داشت و دیگر مدل‌های اندروید به این نرم‌افزار مجهز نبودند.
اندروید در مه ۲۰۱۹ گرفتار جنگ تجاری آمریکا و چین شد و شرکت هواوی را تحت تأثیر قرار داد، چرا که گوشی‌های هوشمند تولیدی در این شرکت کاملاً وابسته به اندروید بودند و پس از درگیری‌های تجاری، این شرکت قادر به به‌کارگیری اندروید نمی‌بود.

### رسانه‌ها و شبکه‌ها
گوگل علاوه بر خدمات خود در زمینهٔ وب، شمار بسیاری برنامه‌های مفید به عنوان ابزارهایی که قابل استفاده به صورت آنلاین هستند ارائه کرده است. بخشی از فعالیت گوگل به نرم‌افزارهای رسانه‌ای و شبکه‌ای اختصاص دارد، از جمله گوگل پلاس (یا گوگل+ که آن را به شکل +Google نمایش می‌دهند) ایده جدید گوگل است پدیده شبکه‌های اجتماعی را یک مرحله جلوتر ببرد. کل این شبکه بر اشتراک‌گذاری استوار است. گوگل این وبگاه را برای رقابت با فیس‌بوک ایجاد کرد. تخمین زده می‌شود که تاکنون بیش از ده میلیون کاربر در این خدمت عضو شده باشند.
محصول دیگری با نام پیکاسا در دست گوگل است که آن را در سال ۲۰۰۴ از شرکت Idealab خریداری کرد و به صورت رایگان در اختیار کاربران خود قرار داد. پیکاسا نرم‌افزار مدیریت تصاویر است که کمک می‌کند تا تصاویر در یک مکان جمع‌آوری و تغییرات لازم روی آن‌ها اعمال شود.
گوگل ارث نرم‌افزاری بود که کار خود را در سال ۲۰۰۵ با تصاویر ماهواره‌ای خود در آمریکای شمالی و سپس همه نقاط جهان آغاز کرد و توسط آن می‌توان همه نقاط کره زمین را مشاهده کرد. در همین زمینه محصولی دیگر با نام گوگل مپس وجود دارد که شامل نقشه‌های دقیق و کاملی از زمین است. پس از موفقیت گوگل ارت، گوگل محصولاتی با نام گوگل مون (برای کاوش کره ماه) و گوگل مارس (برای کاوش کره مریخ) نیز ارائه داد.
گوگل داکس یکی دیگر از ابزارهای مفید آنلاین گوگل است که به کاربران این امکان را می‌دهد که اسناد را به صورت آنلاین ایجاد یا ویرایش کنند، در محیطی نه چندان غیر متفاوت با مایکروسافت ورد. این خدمت نخست Writely نامگذاری شد، اما گوگل آن را در ۹ مارس ۲۰۰۶ خریداری کرد، که در آن زمان به‌کارگیری آن مانند جی‌میل تنها با داشتن دعوتنامه امکان‌پذیر بود. در ۶ ژوئن برنامه‌ای دارای محیط آزمایشی جهت ویرایش ساخت که در ۱۰ اکتبر با گوگل داکس ادغام شد.

### جی‌میل
جی‌میل، یکی از خدمات رایگان است که به کاربران فضای رایگان جهت ایمیل ارائه می‌دهد. نسخه آزمایشی جی‌میل در ۱ آوریل ۲۰۰۴ ارائه شد، به این صورت که هر کاربر می‌توانست با دریافت دعوت‌نامه از کاربری دیگر که دارای حساب جی‌میل بود دارای حساب ایمیل شود و از خدمات آن استفاده کند. این خدمت در ۷ فوریه ۲۰۰۷ برای عموم آزاد شد و نیازی به دعوت‌نامه برای عضویت نبود و در ۷ ژوئیه ۲۰۰۹ از حالت آزمایشی بیرون آمد، که در آن زمان دارای ۱۴۶ میلیون کاربر در هر ماه بود. همچنین در سال ۲۰۱۷، شمار کاربران جی‌میل ۱٫۲ میلیارد نفر اعلام شد.
این خدمت نخستین خدمت ایمیلی در جهان بود که یک گیگابایت فضا به کاربرانش می‌داد، و همچنین نخستین خدمتی بود که همه نامه‌هایی که بین دو شخص رد و بدل می‌شد را به صورت قطاری و پشت سر (Thread) هم نشان می‌داد (مانند نوشته‌های داخل یک فوروم) در سال ۲۰۱۸، جی‌میل ۱۵۳۶۰ مگابایت فضا به کاربرانش می‌دهد، و کاربران با پرداخت سالانهٔ ۰٫۲۵ دلار به ازای هر گیگابایت، قادرند این فضا را به ۲۰ گیگابایت تا ۱۶ ترابایت افزایش دهند. به علاوه برنامه‌نویسان، جی‌میل را به واسطهٔ پیشگام بودن آن در به‌کارگیری ایجکس، که تکنیکی در برنامه‌نویسی‌است که به کاربران اجازه می‌دهد که محتویات یک صفحه وب را بدون دوباره نوسازی آن (Refresh) مشاهده کنند، می‌شناسند. یکی از انتقادهایی که از جی‌میل شده است، پتانسیل قوی آن برای افشای داده‌های کاربر است، و این خطری‌است که احتمال می‌رود این داده‌ها با بسیاری از برنامه‌های وب آنلاین ارتباط داده شده شوند. استیو بالمر (مدیرعامل مایکروسافت) به این موضوع عقیده دارند، در حالی که گوگل ادعا می‌کند که نامه‌هایی که با جی‌میل فرستاده می‌شوند هیچ‌گاه توسط شخصی دیگر خوانده نمی‌شوند.

### یوتیوب
یوتیوب در ۱۵ فوریه ۲۰۰۵ توسط چاد هرلی، استیو چن و جاوید کریم پایه‌گذاری شد که هر سه از کارمندان شرکت پی‌پل بودند و در ماه مهٔ ۲۰۰۵ وبگاه به‌طور رسمی و عمومی افتتاح شد. گوگل در اکتبر سال ۲۰۰۶، پیشنهاد داد که قصد دارد یوتیوب را به قیمت ۱٫۶۵ میلیارد دلار بخرد. تا این که این قرارداد در ۱۳ نوامبر ۲۰۰۶ قطعی شد و یوتیوب با ۱٫۶۵ میلیارد دلار به گوگل فروخته شد.
این وبگاه به سرعت رشد کرد و در ژوئیه سال ۲۰۰۶، اعلام شد که در هر روز در یوتیوب بیش از ۶۵٬۰۰۰ ویدئو بارگذاری می‌شود و ۱۰۰ میلیون بار مورد بازدید قرار می‌گیرد. با توجه به آمار ارائه‌شده توسط شرکت تحقیقات بازار کام اسکور، یوتیوب در آن زمان بهترین وبگاه بارگذاری ویدئو در ایالات متحده آمریکا بود و ۴۳٪ مردم این کشور، ویدئوهای خود را در این وبگاه بارگذاری می‌کردند و تا مه سال ۲۰۱۰، ۱۴ میلیارد فیلم در یوتیوب بارگذاری شده‌بود.
گوگل همچنین دارای خدمت با نام گوگل ویدئو بود که دارای ۲٬۵۰۰٬۰۰۰ ویدئوی بارگذاری شده بود که این در مقایسه با یوتیوب و دیگر سامانه‌های اشتراک‌گذاری ویدئو عدد بسیار ناچیزی بود. این خدمت در ۲۵ ژانویه ۲۰۰۵ ایجاد شد و در اواخر سال ۲۰۰۹ به فعالیت خود پایان داد. علت این کار هم‌پوشانی خدمت با یوتیوب و صرفه‌جویی در فضای سرورها اعلام شد.

### پروژه گیمینگ
گوگل در سال ۲۰۱۸، خبر از ساخت پروژه ای جدید در زمینه گیمینگ داد. نام این پروژه در ابتدا، پروژه استریم بود. سرانجام وعده گوگل در جریان مراسم نمایشگاه رسانه و تجارت ای۳ (۲۰۱۹) عملی شد. نام این پروژه در نهایت، گوگل استادیا نام گرفت. در این برنامه، شما می‌توانید بهترین بازی‌های به روز دنیا را به صورت استریم بازی روی گوشی موبایل بازی کنید. از جمله بازی‌های معروفی که شما می‌توانید بر روی این برنامه اندرویدی اجرا کنید، می‌توان به فیفا ۲۲ (به زودی)، فیفا ۲۱، رد دد ریدمپشن ۲ و سایبرپانک ۲۰۷۷ اشاره کرد، شما می‌توانید این بازی‌ها را بدون هیچ لگ و باگی روی استادیای خودتون بازی کنید.

## درآمد

### تبلیغات
۹۵ درصد درآمد گوگل از طریق تبلیغات است. گوگل از ادسنس و دابل‌کلیک نیز برای تبلیغات خود استفاده می‌کند.
ادسنس (به انگلیسی: AdSense) برای کسب درآمد از اینترنت به وجود آمد که توسط شرکت گوگل در سال ۲۰۰۳ راه‌اندازی شده است. در ادسنس اگر از یک وبگاه بازدید روزانه بالای ۱۰۰۰۰ وجود داشته باشید می‌توان روزانه حداقل ۱۰ دلار کسب کرد، که البته این حداقل درآمد است. برای هر کلیک از ۰٫۰۱ تا ۱۰ دلار وجود دارد. بسته به میزان ترافیک وبگاه و موضوع وبگاه و کیفیت مطالب آن دارد و می‌تواند از ماهی چند دلار تا چندین هزار دلار متغیر باشد.
دابل کلیک خدمت دیگر تبلیغاتی‌است که گوگل در ۱۳ آوریل ۲۰۰۷ خبر خرید آن را به مبلغ ۳٫۱ میلیارد دلار داد که بزرگ‌ترین خرید تاریخ گوگل به حساب می‌آمد. در این وبگاه تبلیغات در کنار محتوایی قرار می‌گیرد که ارتباط بسیار نزدیکی به آن دارد. برای مثال صاحب یک فروشگاه لوازم ورزشی، تبلیغات را در شبکهٔ گوگل تنها در کنار مطالبی که به لوازم ورزشی مربوط هستند نمایش می‌دهد.
در سال ۲۰۰۶، شرکت جمعاً ۱۰٫۴۹۲ میلیارد دلار درآمد از تبلیغات کسب کرد و تنها ۱۱۲ میلیون دلار در زمینه‌های دیگر درآمد داشت. گوگل از ابزارهای جدیدی برای تبلیغات خود به صورت آنلاین استفاده کرد که باعث شد به یکی از رکوردشکنان تجارت تبدیل شود. با به‌کارگیری فناوری دابل‌کلیک، گوگل قادر بود که متوجه علایق کاربران خود شود و تبلیغات مناسب را به آن‌ها نشان دهد. گوگل آنالیز به مدیران وبگاه‌ها این اجازه را می‌داد تا کاربرانی را که از وبگاه‌هایشان استفاده کردند را دنبال کنند، و مثلاً شمار کلیک‌هایی که در پیوندهای درون وبگاهشان می‌شده است را ببینند.
| سهم موتورهای جستجو در آمریکا در آوریل ۲۰۰۸ | سهم موتورهای جستجو در آمریکا در آوریل ۲۰۰۸ | سهم موتورهای جستجو در آمریکا در آوریل ۲۰۰۸ | سهم موتورهای جستجو در آمریکا در آوریل ۲۰۰۸ | سهم موتورهای جستجو در آمریکا در آوریل ۲۰۰۸ |
| ------------------------------------------ | ------------------------------------------ | ------------------------------------------ | ------------------------------------------ | ------------------------------------------ |
| موتور جستجو                                | موتور جستجو                                |                                            | درصد                                       | درصد                                       |
| گوگل                                       | گوگل                                       |                                            | ۶۲٪                                        | ۶۲٪                                        |
| یاهو                                       | یاهو                                       |                                            | ۱۷٫۵٪                                      | ۱۷٫۵٪                                      |
| بینگ (مایکروسافت)                          | بینگ (مایکروسافت)                          |                                            | ۹٫۷٪                                       | ۹٫۷٪                                       |
| موارد دیگر                                 | موارد دیگر                                 |                                            | ۱۰٫۸٪                                      | ۱۰٫۸٪                                      |

ادروردز به تبلیغ کنندگان این قابلیت را می‌داد تا تبلیغاتشان را در محتویات وبگاه گوگل به نمایش دربیاورند و هزینه آن را به دو شکل مبلغی به ازای هر کلیک یا مبلغی به ازای هر نمایش پرداخت کنند. پروژه خواهر آن، ادسنس به صاحبان وبگاه‌ها اجازه می‌داد که تبلیغات را در وبگاهشان نمایش دهند و مبلغی به ازای هر کلیک بر روی این تبلیغات دریافت کنند.
گوگل با اخراج ۳۰۰ نفر از شرکت تبلیغات آنلاین دابل کلیک، نخستین تعدیل نیروی قابل توجه خود را انجام داد. این اخراج شامل یک چهارم از ۱۲۰۰ کارمند شرکت دابل کلیک در آمریکا بود، دابل کلیک در سطح جهانی ۱۵۰۰ کارمند دارد.

### سهام
ارزش هر سهم گوگل در سال ۲۰۰۴ تنها ۸۵ دلار بوده است. گوگل با وجود افزایش کم سابقه ارزش سهامش در سال ۲۰۱۳ از شرکت آمریکایی «اپل» ارزش کمتری داشت و در حالی که ارزش کلی سهام شرکت «اپل» ۴۶۱ میلیارد دلار برآورد می‌شود ارزش شرکت گوگل ۳۳۴ میلیارد دلار برآورد می‌شد که امسال با توجه به برنامه‌ریزی گوگل برای تبلیغات موبایلی و به گفتهٔ گئورگ آدامز با راهبری در مسیر درست موفق شد افزایش چشمگیری نسبت به شرکت‌های رقیب و اپل پیدا کند.

### موتور جستجو
جستجوگر گوگل یک موتور جستجو در وب است که تحت مالکیت گوگل قرار دارد. گوگل از راه این وبگاه روزانه صدها میلیون دلار دریافت می‌کند. دامنهٔ اصلی این وبگاه در مه ۲۰۰۸ ۱۳۵ میلیون بار بازدید شده است. این موتور جستجو بیشترین بازدیدکننده در بین کاربران را دارد و روزانه چند صد میلیون بار به طرق مختلف استفاده می‌شود. مهم‌ترین هدف گوگل یافتن متن مورد نظر در میان صفحات وب است. اما گونه‌های دیگر اطلاعات به وسیلهٔ قسمت‌های دیگر آن مانند جستجوی تصاویر گوگل، نیز مورد جستجو قرار می‌گیرند.
گوگل بابت هر جستجویی که انجام می‌دهند ۱۲ سنت گیرش و از کلیک روی آگهی‌ها ۶۲ سنت سود می‌کند. درآمد گوگل از هر کاربر جستجوگرش به‌طور متوسط ۷ دلار است. درآمد خالص گوگل در سال ۲۰۰۹ حدود ۶٫۵ میلیارد دلار بوده است.
شرکت گوگل در فصل دوم سال ۲۰۱۱، درآمدی به میزان ۹٫۰۳ میلیارد دلار داشته است. جستجوگر گوگل طی سه‌ماهه دوم سال ۲۰۱۱ شاهد ۳۶ درصد رشد، در میزان درآمد این شبکه، به میزان ۲٫۵۱ میلیارد دلار طی ماه آوریل تا ژوئن بوده است.

## مشکلات امنیتی
گوگل در سال ۲۰۰۶ میلادی وارد بازار چین شد و خدمات خود را به زبان چینی در اختیار مردم قرار داد. گوگل مطابق قوانین چین، محتویات خود را سانسور می‌کرد و با دولت چین به توافق رسید تا جستجوی برخی از کلید واژه‌ها مانند تظاهرات میدان تیانانمن و استقلال تبت را سانسور کند. دیوید دروموند، مشاور حقوقی گوگل اعلام کرد که گوگل در ماه دسامبر سال ۲۰۰۹ متوجه شده است که هدف یک رشته حملات سایبری بسیار پیشرفته قرار گرفته است. پس از چندی در پی هک شدن «جی میل» شماری فعال حقوق بشر، اعلام کردند که از این پس نتایج موتور جستجوی اینترنتی «گوگل چینی» (google.cn) سانسور نخواهد شد. پس از آن وزارت امور خارجه ایالات متحده اعلام کرد به چین به خاطر حملات اینترنتی علیه جستجوگر گوگل شکایت خواهد کرد. چین در واکنش به گوگل اعلام کرد این کشور از فعالیت همه شرکت‌های اینترنتی خارجی «در چارچوب قانون» حمایت می‌کند، و در پی آن مقامات چین به شرکت اینترنتی گوگل هشدار دادند که حتی اگر این شرکت می‌خواهد در اعتراض به سانسور و هک کردن، از چین خارج شود، باید قوانین این کشور را رعایت کند. گوگل در ۲۲ مارس ۲۰۱۰ اعلام کرد که به سانسور موتور جستجوگر چینی خود خاتمه داده و وبگاه چینی خود را تعطیل کرده است و از این پس ترافیک اینترنتی کاربران چینی را از گوگل چینی (google.cn) به سایت هنگ کنگ این شرکت (google.com/hk) می‌فرستد. احتمال می‌رفت که دولت چین مجوز گوگل را به این خاطر لغو کند، اما چین مجوز فعالیت این شرکت اینترنتی را تمدید کرده و به بن‌بست طولانی بین این دو پایان داد.
در ژانویه ۲۰۱۰، گوگل برای رفع مشکلات امنیتی خود اعلام کرد افرادی که در یکی از مرورگرهای کروم یا کرومیوم یک باگ امنیتی پیدا کنند به ازای هر باگ از ۵۰۰ تا ۱۳۳۷ دلار جایزه خواهند گرفت.
در ۲۰ سپتامبر ۲۰۱۰، در جلسه دولت آلمان با شرکت گوگل، «چند صد هزار» نفر از مردم آلمان به خاطر نگرانی از حفظ حریم خصوصی خود در گوگل استریت ویو از گوگل خواستند تا تصاویر مربوط نمای ساختمان محل زندگی آن‌ها را از گوگل استریت ویو حذف شود. این خدمت به کاربران اینترنت این فرصت را می‌دهد تا نقشه‌های گوگل را با تصاویری از خیابان‌ها و شهرها تماشا کنند.
در ماه مه ۲۰۱۰، گوگل پذیرفت که در سه سال اخیر اطلاعاتی از مردم را که در شبکه‌های بی‌سیم فرستاده بودند، به اشتباه دریافت کرده است و پس از آن معلوم شد که این جمع‌آوری اشتباه اطلاعات در سی کشور دیگر هم رخ داده و در آمریکا هم پرونده‌هایی برای شرکت گوگل در همین رابطه در دادگاه تشکیل شد، اما در بریتانیا، کمیسر اطلاعات، پس از اطمینان از اینکه گوگل اطلاعات «مهمی» را دریافت نکرده است گوگل را تبرئه کرد. پیش‌تر سوئیس نیز شکایتی علیه شرکت گوگل و خدمت Street View که از سوی این شرکت ارائه شد، مبنی بر نقض حریم خصوصی مطرح شده است.

## رابطه گوگل با ایران
به دلیل تحریم‌های کشور آمریکا علیه ایران، گوگل محصولات خود را در ایران ممنوع کرد به‌طوری‌که کاربران ایرانی هنگام دانلود نرم‌افزار گوگل پک با پیغام زیر مواجه می‌شدند:
Thank you for your interest in the Google Pack; unfortunately, it is not currently available in your country.
ترجمهٔ این پیام است: «سپاس‌گزاریم از علاقه‌ای که به گوگل پک نشان دادید، متأسفانه این محصول اکنون در کشورتان قابل دسترس نیست.»
در ژانویه ۲۰۱۱ گوگل اعلام کرد که تحریم‌های خود علیه کاربران ایرانی نسبت به به‌کارگیری محصولات و امکانات برخی وبگاه‌ها و خدمات را برداشته است و از این پس دسترسی کاربران ایرانی را برای به‌کارگیری برنامه‌های گوگل ارث، پیکاسا و مرورگر کروم آزاد می‌گذارد و آی‌پی‌های ایرانی قادر خواهند بود تا بدون مشکل، از این ۳ نرم‌افزار استفاده کنند. بنا به گفتهٔ گوگل، این شرکت کماکان از قوانین وضع شده وزارت خزانه‌داری آمریکا در رابطه با این موضوع پیروی خواهد کرد و نیز، اجازه به‌کارگیری محصولات خود را به آی‌پی‌های دستگاه‌های دولتی نخواهد داد.
به دنبال لغو تحریم‌های کالاهای مرتبط با IT که در خردادماه ۱۳۹۲ توسط دولت ایالات متحده آمریکا صادر شد، گوگل به‌تازگی در یک پست در صفحه مربوط به توسعه دهندگان نرم‌افزاری پلتفرم اندروید در شبکه اجتماعی گوگل پلاس، خبر از حذف نام ایران از فهرست کشورهای تحریم شده داد و اعلام کرد که تولیدکنندگان نرم‌افزار از امروز قادر خواهند بود تا نرم‌افزارهای رایگان خود را برای کشور ایران نیز در دسترس قرار دهند. پس از آن و چند روز بعد وبلاگ رسمی فارسی شرکت گوگل خبر اضافه شدن پشتیبانی از زبان فارسی به خدمت AdWords را منتشر نمود.

### حمله به کاربران ایرانی
در ۳۱ اوت ۲۰۱۱، گوگل اعلام کرد کاربران ایرانی، هدف اصلی یک حمله به خدمت ایمیل این شرکت، یعنی جی‌میل بوده‌اند و برخی افراد تلاش کرده‌اند به ایمیل‌های کاربران دست پیدا کنند. این در حالی بود که چند ماه پیش از آن هم روش مشابهی برای دزدی اطلاعات کاربران جی‌میل، یاهو و اسکایپ به کار رفته بود. شماری از کاربران اینترنتی در ایران در زمان ورود به جی‌میل در مرورگر خود با اخطار امنیتی روبه‌رو می‌شدند که بدین معنی بود که کسی در تلاش برای دسترسی به ایمیل آن‌ها است. این هکرها به وبگاه شرکت هلندی «دیجی نوتار» که یکی از چندین محلی که صلاحیت صدور تاییدیه‌های دیجیتال را دارد نفوذ کرده و از آن برای جعل هویت در گوگل استفاده کرده‌اند و زمانی که کاربران ایرانی به گوگل مراجعه کرده و از طریق آن به «جی میل» یا «گوگل داکیومنت» مراجعه می‌کنند مورد سوءاستفاده این هکرها قرار می‌گیرند. شرکت هلندی به محض اطلاع از این موضوع به سرعت تاییدیه‌های هکرها را لغو کرد.
در واکنش به این موضوع، محمدحسن نامی، رئیس سازمان جغرافیایی نیروهای مسلح، اعلام کرد که ایران قصد دارد گوگل ارت را در ایران تعطیل و وبگاه «بصیر» را جایگزین آن کند و دلیل این کار را جلوگیری جمع‌آوری اطلاعات در کشورهای مختلف توسط گوگل ارت دانست.
پیش‌تر حیدر مصلحی، وزیر اطلاعات ایران، گفته بود این وزارتخانه برخی ایمیل‌های رمزگذاری‌شده را باز کرده است.

### وبلاگ رسمی گوگل به زبان فارسی
گوگل وبلاگ فارسی‌زبان خود را در ۷ سپتامبر ۲۰۱۱ با نشانی googlepersianblog.blogspot.com افتتاح کرد، این وبلاگ توسط مهدی شریف‌زاده، راهبر تیم زبان فارسی گوگل اداره می‌شود.«وبلاگ رسمی Google به زبان فارسی». گوگل. ۷ سپتامبر ۲۰۱۱. بایگانی‌شده از روی نسخه اصلی در ۸ سپتامبر ۲۰۱۱. دریافت‌شده در ۱۹ شهریور ۱۳۹۰.</ref> در نخستین پست این وبلاگ با اشاره به قدمت زبان پارسی، آمده است در حدود پنجاه درصد فارسی‌زبانان که اغلب در کشورهای ایران، افغانستان، تاجیکستان، ازبکستان و پاره‌ای نقاط دیگر زندگی می‌کنند، از اینترنت استفاده می‌نمایند که این میزان دو درصد کاربران اینترنتی را تشکیل می‌دهد. گوگل هدف از این اقدام را ایجاد «کانالی ارتباطی برای اعلان‌های محصولات، راه‌اندازی ویژگی‌ها و به‌روزآوری‌های فوری در زمان‌های بحرانی برای کاربران فارسی‌زبان» اعلام کرد. از نکات جالب توجه قالب این وبلاگ، ترکیب لوگوی گوگل با سبزه عید نوروز است. نخستین پست وبلاگ رسمی گوگل به زبان فارسی توسط سه تن به نام‌های مهدی شریف‌زاده (راهبر تیم زبان فارسی)، باب یانگ (مدیر جهانی‌سازی) و جک بویس (مدیر بومی‌سازی) پست شده است.

### حذف و تحریف نام خلیج فارس
گوگل در بهار ۱۳۹۱، نام خلیج فارس را از نقشهٔ برخط خود حذف کرده است و این خلیج در این نقشه بدون نام است. در نرم‌افزار زمین‌نمای گوگل (Google Earth) نیز نام‌های خلیج فارس و خلیج عربی در کنار هم آمده است. گوگل در پاسخ به دلیل این کار گفته است لازم نمی‌بیند که نام هر نقطه‌ای از جهان را در نقشه‌اش بیاورد و نیز نمی‌خواهد وارد بازی‌های سیاسی شود.

## لوگوی صفحهٔ جستجو
لوگوی اصلی که اکنون گوگل از آن استفاده می‌کند توسط روث کدر طراحی شده بود، در این لوگو تنها از حروف متنی استفاده شده و طراحی آن در عین سادگی انجام شده است. گوگل همچنین برای مناسبت‌های خاص تصاویر گرافیکی و هنری ویژه‌ای موسوم به گوگل دودل (Google Doodles) را جانشین لوگوی اصلی خود می‌کند. برای مثال در تعطیلات، تولدها، المپیک یا رویدادهای دیگر لوگوهایی را قرار می‌دهد که آن رویداد، یادآوری شود. در ۱۴ فوریه ۲۰۱۱، گوگل دارای ۱۰۰۲ لوگو بود.

### لوگوهای مرتبط با ایران

یکی از لوگوهای هفت سین گوگل در سال ۲۰۰۸

هر ساله به مناسبت نوروز در ایران، گوگل لوگوی خود را تغییر داده و نمای هفت‌سین را جایگزین لوگوی خود می‌کند. در روزهای پایانی سال ۱۳۸۸، سازمان ملل اقدام به ثبت نوروز نموده بود و پس از آن گوگل یکی از دیگر لوگوهای نوروز خود را به نمایش گذاشت.
در جام جهانی فوتبال ۲۰۰۶، در هر روز لوگویی مربوط به یکی از تیم‌های راه‌یافته در جام‌جهانی را قرار می‌داد که تیم ملی ایران یکی از آن‌ها بود.